# قائمة عصور علم الآثار
هذه قائمة تحتوي على عصور علم الآثار.
| القارة      | الإقليم                 | مقالات تحقيب                        | الحقب الرئيسية |
| ----------- | ----------------------- | ----------------------------------- | --- |
| أفريقيا     | شمال أفريقيا            | North Africa                        | عصر حجري قديم عصر حجري متوسط عصر حجري حديث 7500 ق.م عصر حديدي روماني |
| أفريقيا     | جنوب الصحراء الكبرى     | Sub-Saharan Africa                  | عصر حجري قديم عصر حجري متوسط عصر حجري متأخر عصر حجري حديث 40000 ق.م |
| آسيا        | الشرق الأدنى            | الهلال الخصيب (بلاد ما بين النهرين) | عصر حجري (2000000- 3300 ق.م) عصر برونزي (3300-1200 ق.م) عصر حديدي(1200-586 ق.م ) عصور الدول (586 ق.م- حتى الحاضر) |
| آسيا        | جنوب آسيا               | South Asian Periods                 | |
| آسيا        | شرق آسيا                | East Asia Periods                   | عصر حجري حديث c. 7500 BC Pengtoushan culture |
| آسيا        | شمال آسيا               | North Asia Periods                  | |
| آسيا        | كوريا                   | الفترات الكورية                     | عصر حجري قديم في كوريا 40,000/30,000 قبل الميلاد إلى 8,000 قبل الميلاد عصر حجري حديث في كوريا 8,000 قبل الميلاد إلى 1500 قبل الميلاد عصر فخار جلمن 8,000 قبل الميلاد إلى 1500 قبل الميلاد عصر برونزي في كوريا 1500 قبل الميلاد إلى 300 قبل الميلاد عصر فخار ممن 1500 قبل الميلاد إلى 300 قبل الميلاد عصر ممالك كوريا الثلاث البدائية 300 قبل الميلاد إلى 300/400 بعد الميلاد عصر ممالك كوريا الثلاث 300/400 بعد الميلاد إلى 668 دولتا الشمال والجنوب من 698 إلى 926 عصر ممالك كوريا الثلاث الأخيرة من 892 إلى 936 |
| آسيا        | اليابان                 | Japan Periods                       | عصر حجري قديم c. 100,000 - c. 10,000 BC فترة جومون c. 10,000 BC - 300 BC فترة يايوي c 300 BC - AD 250 فترة ياماتو c. AD 250 - 710 |
| الأمريكيتين | أمريكا الشمالية         | North America                       | Lithic/Paleo-Indian (pre 8000 BC) Archaic (c. 8000-1000 BC) Formative (c. 1000 BC - AD 500) Classic (c. AD 500 - 1200) Post-Classic (c.1200 - 1900) |
| الأمريكيتين | أمريكا الوسطى           | Mesoamerica                         | Lithic/Paleo-Indian (pre 8000 BC) Archaic (c. 8000-1000 BC) Formative (c. 1000 BC - AD 250) Classic ( AD 250 - 900) Post-Classic (AD 900 -1515) |
| الأمريكيتين | أمريكا الجنوبية         | South America (Peru)                | Lithic/Paleo-Indian (pre c. 8200 BC) Archaic (c. 8200 - 1000 BC) Formative (c. 1000 BC - AD 500) Classic (c. AD 500 - 1200) Post-Classic (c. AD 1200 - 1900) |
| أستراليا    | أستراليا                | Australia                           | |
| أستراليا    | نيوزيلاند               | New Zealand                         | Archaic period (AD 1000 - 1350/1650) Classic period (AD 1350-1800) or (1650-1800 in eastern الجزيرة الجنوبية) |
| أستراليا    | أوقيانوسيا              | Oceania                             | |
| أوروبا      | شمال أوروبا             | شمال أوروبا                         | عصر حجري أوسط عصر حجري حديث عصر برونزي عصر حديدي عصر حديدي روماني (من 1 بعد الميلاد - 400) عصر حديدي جرماني (من 400 بعد الميلاد - 800) عصر الفايكنج (من 800 بعد الميلاد - 1066) عصور وسطى (من 1066 - 1500) فترة ما بعد العصور الوسطى (من 1500 - إلى 1800) التاريخ الحديث |
| أوروبا      | أوروبا الغربية          | Western Europe                      | عصر حجري قديم عصر حجري متوسط عصر حجري حديث عصر برونزي عصر حديدي Roman عصور وسطى مبكرة (c. AD 400- 800) عصور وسطى (800 - c. 1500) Post-medieval period (c. 1500 - c. 1800) عصور حديثة |
| أوروبا      | أوروبا الجنوبية الشرقية | South eastern Europe                | عصر حجري قديم العصر الحجري القديم الانتقالي عصر حجري حديث عصر نحاسي عصر برونزي عصر حديدي عصر هلنستي روما القديمة الإمبراطورية البيزنطية الدولة العثمانية |